# Резня на острове зомби
«Резня на острове зомби» (англ. Zombie Island Massacre) — американский фильм ужасов 1984 года режиссёра Джона Картера. В отличие от многих фильмов ужасов непосредственно саму внешность зомби пристально рассмотреть не удастся ввиду того, что они покрыты кустарниками и травой. К тому же необычны способы расправы зомби с живыми лицами, подобные действия они осуществляют не посредством своей физической силы и острых зубов, а используя мачете, копьё и палки. Большая часть фильма снята в тёмное время суток, а также во время предшествующих им сумерек.

## Сюжет
На Карибские острова прилетает группа туристов из США. Их гид предлагает им совершить экскурсионную поездку на один из островов, где, по его словам, до сих пор практикуются ритуалы вуду. Туристы приплывают на остров и пересаживаются в туристический автобус, который по пришествии ночи направляется на экскурсию. Доехав до определённого места дальнейшее продвижение на автобусе не явилось возможным, в результате этого туристам пришлось выйти из него и идти до назначенного места пешком. Добравшись до места ритуала туристам удалось увидеть обряд воскрешения человека из мёртвых. После лицезрения подобных метаморфоз туристы направились обратно к автобусу, однако нашли его повреждённым, к тому же пропали двое человек. В результате всего этого туристам пришлось искать себе место для ночного времяпрепровождения. Тут то их и настигли странные существа — воскресшие из мёртвых.

## В ролях
- Рита Дженретт — Сэнди
- Дэвид Броднакс — Пол

Музыкальное сопровождение к фильму создал Гарри Манфредини.
На роль, которую сыграл Дэвид Броднакс, претендовал Уэсли Снайпс.